# بيغ بلاغي (ميانة)
بيغ بلاغي هي قرية في مقاطعة ميانة، إيران. عدد سكان هذه القرية هو 141 في سنة 2006.